# Éric Carrière
Éric Carrière (Foix, 24 maggio 1973) è un ex calciatore francese, di ruolo centrocampista.

## Carriera

### Club
Comincia la sua attività calcistica a 23 anni col Nantes, dove colleziona 128 presenze firmando 12 reti. Col Nantes vince nel 1999 e nel 2000 la Coppa di Francia, nel 1999 e nel 2001 vince la Supercoppa di Francia. Sempre nel 2001 vince la Division 1.
Nel 2001 si trasferisce al Lione, dove rimarrà fino al 2004. Qui colleziona 92 presenze con un totale di 12 reti.
Col Lione vinse vari tornei: la Ligue 1 nel 2002, 2003 e 2004 e la Supercoppa di Francia nel 2002 e 2003.
Nel 2004 è acquistato dal Lens in cui colleziona 113 presenze con 5 gol e vince, nel 2005, il suo primo trofeo internazionale a livello di club: la Coppa Intertoto.
Dalla seconda metà del 2008 si trasferisce al Digione dove, al termine del suo contratto di due anni, decide di concludere la sua carriera di calciatore.

### Nazionale
Ha esordito in Nazionale francese il 30 maggio 2001, nella partita Francia-Corea del Sud 5-0. Ha partecipato alla Confederations Cup 2001 con la Francia, vincendola.
In questa manifestazione, Éric Carrière segna una doppietta al Messico, gara che si concluderà sul risultato di 4-0 per la Francia.

## Statistiche

### Presenze e reti nei club
| Stagione               | Squadra                | Campionato             | Campionato | Campionato | Coppe nazionali | Coppe nazionali | Coppe nazionali | Coppe continentali | Coppe continentali | Coppe continentali | Altre coppe | Altre coppe | Altre coppe | Totale | Totale |
| Stagione               | Squadra                | Comp                   | Pres       | Reti       | Comp            | Pres            | Reti            | Comp               | Pres               | Reti               | Comp        | Pres        | Reti        | Pres   | Reti   |
| ---------------------- | ---------------------- | ---------------------- | ---------- | ---------- | --------------- | --------------- | --------------- | ------------------ | ------------------ | ------------------ | ----------- | ----------- | ----------- | ------ | ------ |
| 1996-1997              | Nantes                 | D1                     | 2          | 0          | CF+CDLL         | 1+0             | 0+0             | Intertoto          | 3                  | 0                  | -           | -           | -           | 6      | 0      |
| 1997-1998              | Nantes                 | D1                     | 27         | 1          | CF+CDLL         | 1+0             | 0+0             | UEFA               | 1                  | 0                  | -           | -           | -           | 29     | 1      |
| 1998-1999              | Nantes                 | D1                     | 33         | 1          | CF+CDLL         | 6+1             | 0+0             | -                  | -                  | -                  | -           | -           | -           | 40     | 1      |
| 1999-2000              | Nantes                 | D1                     | 32         | 5          | CF+CDLL         | 6+1             | 2+0             | UEFA               | 6                  | 1                  | TDC         | 1           | 0           | 46     | 8      |
| 2000-2001              | Nantes                 | D1                     | 33         | 5          | CF+CDLL         | 4+4             | 1+1             | UEFA               | 8                  | 1                  | TDC         | 1           | 0           | 50     | 8      |
| lug.-ago. 2001         | Nantes                 | D1                     | 1          | 0          | CF+CDLL         | 0+0             | 0+0             | UCL                | 0                  | 0                  | TDC         | 0           | 0           | 1      | 0      |
| Totale Nantes          | Totale Nantes          | Totale Nantes          | 128        | 12         |                 | 18+6            | 3+1             |                    | 18                 | 2                  |             | 2           | 0           | 172    | 18     |
| ago. 2001-2002         | Olympique Lione        | D1                     | 27         | 4          | CF+CDLL         | 2+2             | 0+0             | UCL+UEFA           | 5+4                | 4+0                | -           | -           | -           | 40     | 8      |
| 2002-2003              | Olympique Lione        | L1                     | 37         | 6          | CF+CDLL         | 0+2             | 0+0             | UCL+UEFA           | 6+1                | 2+0                | TDC         | 1           | 0           | 47     | 8      |
| 2003-2004              | Olympique Lione        | L1                     | 28         | 2          | CF+CDLL         | 2+1             | 0+0             | UCL                | 6                  | 0                  | TDC         | 1           | 0           | 38     | 2      |
| Totale Olympique Lione | Totale Olympique Lione | Totale Olympique Lione | 92         | 12         |                 | 4+5             | 0+0             |                    | 22                 | 6                  |             | 2           | 0           | 125    | 18     |
| 2004-2005              | Lens                   | L1                     | 33         | 3          | CF+CDLL         | 2+2             | 0+0             | -                  | -                  | -                  | -           | -           | -           | 37     | 3      |
| 2005-2006              | Lens                   | L1                     | 26         | 0          | CF+CDLL         | 1+1             | 0+0             | Intertoto+UEFA     | 5+7                | 0+0                | -           | -           | -           | 40     | 0      |
| 2006-2007              | Lens                   | L1                     | 32         | 2          | CF+CDLL         | 3+2             | 1+0             | UEFA               | 9                  | 0                  | -           | -           | -           | 46     | 3      |
| 2007-2008              | Lens                   | L1                     | 22         | 0          | CF+CDLL         | 1+5             | 0+2             | Intertoto+UEFA     | 2+4                | 0+2                | -           | -           | -           | 34     | 4      |
| Totale Lens            | Totale Lens            | Totale Lens            | 113        | 5          |                 | 7+12            | 1+2             |                    | 27                 | 2                  |             | -           | -           | 159    | 10     |
| 2008-2009              | Digione                | L2                     | 36         | 7          | CF+CDLL         | 2+1             | 0+0             | -                  | -                  | -                  | -           | -           | -           | 39     | 7      |
| 2009-2010              | Digione                | L2                     | 31         | 0          | CF+CDLL         | 2+2             | 0+1             | -                  | -                  | -                  | -           | -           | -           | 35     | 1      |
| Totale Digione         | Totale Digione         | Totale Digione         | 67         | 7          |                 | 4+3             | 0+1             |                    | -                  | -                  |             | -           | -           | 74     | 8      |
| Totale carriera        | Totale carriera        | Totale carriera        | 400        | 36         |                 | 59              | 8               |                    | 67                 | 10                 |             | 4           | 0           | 530    | 54     |

### Cronologia presenze e reti in nazionale
| Cronologia completa delle presenze e delle reti in nazionale ― Francia | Cronologia completa delle presenze e delle reti in nazionale ― Francia | Cronologia completa delle presenze e delle reti in nazionale ― Francia | Cronologia completa delle presenze e delle reti in nazionale ― Francia | Cronologia completa delle presenze e delle reti in nazionale ― Francia | Cronologia completa delle presenze e delle reti in nazionale ― Francia | Cronologia completa delle presenze e delle reti in nazionale ― Francia | Cronologia completa delle presenze e delle reti in nazionale ― Francia |
| Data                                                                   | Città                                                                  | In casa                                                                | Risultato                                                              | Ospiti                                                                 | Competizione                                                           | Reti                                                                   | Note                                                                   |
| ---------------------------------------------------------------------- | ---------------------------------------------------------------------- | ---------------------------------------------------------------------- | ---------------------------------------------------------------------- | ---------------------------------------------------------------------- | ---------------------------------------------------------------------- | ---------------------------------------------------------------------- | ---------------------------------------------------------------------- |
| 30-5-2001                                                              | Taegu                                                                  | Francia                                                                | 5 – 0                                                                  | Corea del Sud                                                          | Conf. Cup 2001 - 1º turno                                              | -                                                                      |                                                                        |
| 3-6-2001                                                               | Ulsan                                                                  | Messico                                                                | 0 – 4                                                                  | Francia                                                                | Conf. Cup 2001 - 1º turno                                              | 2                                                                      |                                                                        |
| 7-6-2001                                                               | Suwon                                                                  | Francia                                                                | 2 – 1                                                                  | Brasile                                                                | Conf. Cup 2001 - 1º turno                                              | -                                                                      | 61’ 89’                                                                |
| 10-6-2001                                                              | Yokohama                                                               | Giappone                                                               | 0 – 1                                                                  | Francia                                                                | Conf. Cup 2001 - Semifinale                                            | -                                                                      | 64’                                                                    |
| 11-11-2001                                                             | Melbourne                                                              | Australia                                                              | 1 – 1                                                                  | Francia                                                                | Amichevole                                                             | -                                                                      | 66’                                                                    |
| 13-2-2002                                                              | Saint-Denis                                                            | Francia                                                                | 2 – 1                                                                  | Romania                                                                | Amichevole                                                             | -                                                                      | 71’                                                                    |
| 27-3-2002                                                              | Saint-Denis                                                            | Francia                                                                | 5 – 0                                                                  | Scozia                                                                 | Amichevole                                                             | -                                                                      | 74’                                                                    |
| 21-8-2002                                                              | Radès                                                                  | Tunisia                                                                | 1 – 1                                                                  | Francia                                                                | Amichevole                                                             | -                                                                      | 46’                                                                    |
| 16-10-2002                                                             | Ta' Qali                                                               | Malta                                                                  | 0 – 4                                                                  | Francia                                                                | Qual. Euro 2004                                                        | 1                                                                      | 78’                                                                    |
| 20-11-2002                                                             | Marsiglia                                                              | Francia                                                                | 3 – 0                                                                  | Jugoslavia                                                             | Amichevole                                                             | 2                                                                      | 85’                                                                    |
| Totale                                                                 |                                                                        | Presenze                                                               | 10                                                                     |                                                                        | Reti                                                                   | 5                                                                      |                                                                        |

## Palmarès

### Club

#### Competizioni nazionali
- Coppa di Francia: 2

Nantes: 1998-1999, 1999-2000
- Supercoppa francese: 4

Nantes: 1999, 2001
Lione: 2002, 2003
- Campionato francese: 4

Nantes: 2000-2001
Lione: 2001-2002, 2002-2003, 2003-2004

#### Competizioni internazionali
- Coppa Intertoto UEFA: 1

Lens: 2005

### Nazionale
- Confederations Cup: 1

2001

### Individuale
- Trophées UNFP du football: 1

Miglior giocatore della Division 1: 2001
- Scarpa d'oro della FIFA Confederations Cup: 1

2001 (2 gol)